# Saša Gajser
Saša Gajser (* 11. Februar 1974) ist ein ehemaliger slowenischer Fußballspieler und heutiger -trainer.

## Sportlicher Werdegang
Gajser debütierte nach dem Zusammenbruch der SFR Jugoslawien in der Auftaktsaison der Slovenska Nogometna Liga für den NK Maribor in der höchsten Spielklasse und kam in der Folge unregelmäßig zum Einsatz. Mit dem Klub stand er im Pokalfinale 1992, beim Titelgewinn gegen den NK Olimpija Ljubljana im Elfmeterschießen gehörte er zu den erfolgreichen Schützen. Nachdem er sich nicht als Stammspieler hatte etablieren können – beim erneuten Pokalsieg im Wettbewerb 1993/94 kam er in den Finalspielen gegen den NK Mura beispielsweise nicht zum Einsatz –, ging er 1994 zum in die zweite Liga aufgestiegenen NK Drava Ptuj. Nach einer Spielzeit zog er innerhalb der Liga zum Absteiger Zelezničar Ljubljana weiter. Zwar gelang in der Zweitligasaison die Meisterschaft, aufgrund der hohen Bedingungen für die Teilnahme an der Slovenska Nogometna Liga verzichtete der Klub jedoch auf den Erstligaaufstieg.
Gajser wechselte daher im Sommer 1996 zum Erstligisten ND Petrošnik Beltinci, mit dem er am Ende der Spielzeit 1996/97 als Tabellenvorletzter in die Relegation musste. Nach zwei 1:0-Erfolgen über seinen Ex-Klub NK Drava Ptuj hielt er mit der Mannschaft die Klasse. Er zog jedoch anschließend innerhalb der slowenischen Meisterschaft zum NK Rudar Velenje weiter. Während er mit der Mannschaft in der Liga um den Klassenerhalt spielte, gewann er im Wettbewerb 1997/98 mit dem Klub den ersten nationalen Titel. In der Spielzeit 1998/99 war er dann eine der Stützen, die den Klub auf den dritten Rang im Endklassement hievten. Mit seinen Leistungen spielte er sich auch in den Kreis der slowenischen Nationalmannschaft, für die er bei einer 0:2-Niederlage gegen die Schweiz am 6. Februar 1999 bei einem Einladungsturnier im Oman debütierte. Beim höchsten Länderspielsieg der slowenischen Auswahl zwei Tage später trug er mit der zwischenzeitlichen 2:0-Führung einen Treffer beim 7:0-Erfolg über den Gastgeber Oman bei.
Im Sommer 1999 wechselte Gajser ins Ausland und schloss sich KAA Gent an. Während er dort drei Jahre als Stammspieler reüssierte blieb er parallel unter Srečko Katanec in der Nationalmannschaft. Bei der Europameisterschaft 2000 gehörte er ebenso wie bei der Weltmeisterschaft 2002 dem slowenischen Kader an. Während er bei der EURO ohne Einsatz im Turnierverlauf geblieben war, kam er beim WM-Turnier zwei Jahre später zu Spielzeit, als er bei der 1:3-Niederlage gegen Spanien kurz nach dem Treffer zum 0:2-Zwischenstand in der 77. Spielminute für Džoni Novak eingewechselt wurde. Bei beiden Turnieren schied er mit Slowenien am Ende der Gruppenphase aus. Nach dem Turnier wechselte er zu Olympiakos Nikosia. 2003 beendete er aus gesundheitlichen Gründen seine aktive Laufbahn, bis dahin hatte er 27 Länderspiele bestritten.
Gajser kehrte später zu NK Maribor zurück, wo er zwischen 2011 und 2021 als Trainerassistent arbeitete. Dabei sprang er im August 2020 für ein Spiel als Interimslösung ein. Im Sommer 2021 folgte er seinem Landsmann Darko Milanič, unter dem er zeitweise auch beim NK Maribor gearbeitet hatte, zum zyprischen Klub Paphos FC. Nach dessen Entlassung unterstützte er kurzzeitig Nachfolger Míchel Salgado, ehe er wieder dem mittlerweile beim Ligakonkurrenten Anorthosis Famagusta untergekommenen Milanič zuarbeitete.
Im Sommer 2024 übernahm Gajser das Cheftraineramt bei seinem Ex-Klub NK Drava Ptuj, der wieder in die zweite Spielklasse aufgestiegen war.